# Ziegelstein (metropolitana di Norimberga)
La stazione di Ziegelstein è una stazione della metropolitana di Norimberga, servita dalla linea U2.

## Storia
La stazione di Ziegelstein venne attivata il 28 novembre 1999, come parte della tratta da Herrnhütte all'Aeroporto.

## Interscambi
- Fermata autobus[2]